# ノコミス郡区 (アイオワ州ブエナビスタ郡)
ノコミス郡区は、アメリカ合衆国、アイオワ州、ブエナビスタ郡にある16の郡区の1つである。2000年の国勢調査で、人口は2244人だった。

## 地理
ノコミス郡区は、93.1平方キロメートル（35.93平方マイル）で、Altaが含まれる。アメリカ地質調査所によると、この郡区はScandinavianとWoodlawnの2つの霊園が含まれる。